# Matvei Igonen
Matvei Igonen (ur. 2 października 1996 w Tallinnie) – estoński piłkarz występujący na pozycji bramkarza w reprezentacji Estonii.

## Sukcesy

### Klubowe
Infonet Tallinn
- Mistrzostwo Esiliigi: 2012
- Mistrzostwo Estonii: 2016
- Zdobywca Pucharu Estonii: 2016/2017
- Zdobywca Superpucharu Estonii: 2017

Flora Tallinn
- Mistrzostwo Estonii: 2019, 2020
- Wicemistrzostwo Estonii: 2021
- Finalista Pucharu Estonii: 2020/2021
- Zdobywca Superpucharu Estonii: 2021